# الساندرو مورگیا

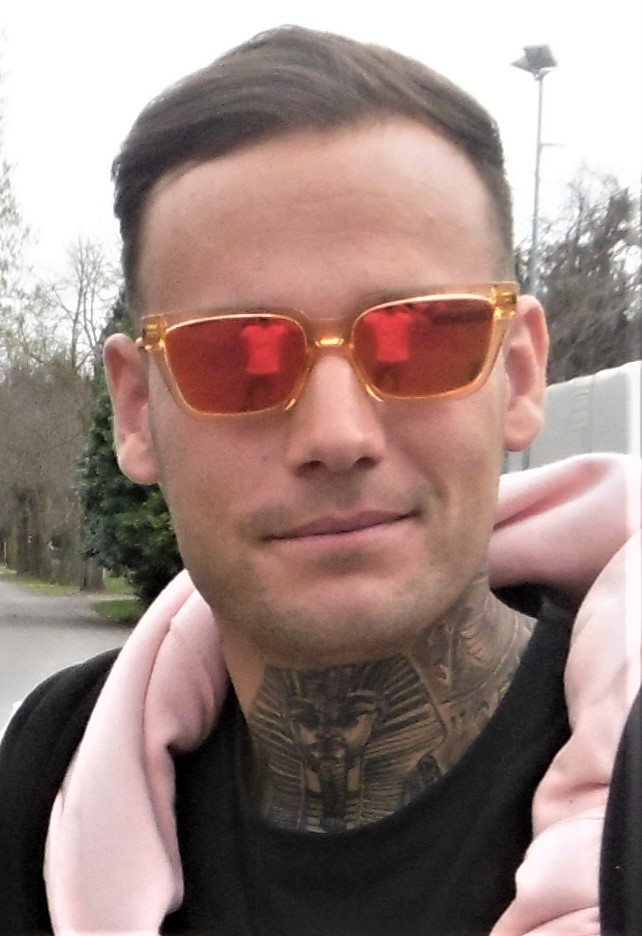
الساندرو مورگیا - ۲۰۲۳

الساندرو مورگیا (انگلیسی: Alessandro Murgia؛ زادهٔ ۹ اوت ۱۹۹۶) بازیکن فوتبال اهل ایتالیا است.
از باشگاه‌هایی که در آن بازی کرده‌است می‌توان به باشگاه فوتبال اسپال اشاره کرد.
وی همچنین در تیم‌های ملی فوتبال زیر ۱۸ سال ایتالیا، زیر ۱۹ سال ایتالیا، و زیر ۲۱ سال ایتالیا بازی کرده‌است.